# Patinação de velocidade nos Jogos Olímpicos de Inverno de 2018 - 5000 m masculino
A prova dos 5000 m masculino da patinação de velocidade nos Jogos Olímpicos de Inverno de 2018 ocorreu no Gangneung Oval, localizado na subsede de Gangneung, em 10 de fevereiro.

## Medalhistas
| Ouro   | NED Sven Kramer           |
| Prata  | CAN Ted-Jan Bloemen       |
| Bronze | NOR Sverre Lunde Pedersen |

## Recordes
Antes desta competição, os recordes mundiais e olímpicos da prova eram os seguintes:
| Tipo | Atleta          | Tempo       | Local          | Data                   |
| ---- | --------------- | ----------- | -------------- | ---------------------- |
|      | Ted-Jan Bloemen | 6:01.86 min | Salt Lake City | 10 de dezembro de 2017 |
|      | Sven Kramer     | 6:10.76 min | Sóchi          | 8 de fevereiro de 2014 |

Os seguintes recordes mundiais e/ou olímpicos foram estabelecidos durante esta competição:
| Data            | Evento | Atleta          | Marca       | Notas            |
| --------------- | ------ | --------------- | ----------- | ---------------- |
| 11 de fevereiro | Final  | NED Sven Kramer | 6:09.76 min | Recorde olímpico |

## Resultados
| Pos.              | Par | Raia | Atleta                    | Tempo    | Diferença | Notas            |
| ----------------- | --- | ---- | ------------------------- | -------- | --------- | ---------------- |
| Medalha de ouro   | 10  | I    | NED Sven Kramer           | 6:09.76  | —         | Recorde olímpico |
| Medalha de prata  | 9   | I    | CAN Ted-Jan Bloemen       | 6:11.616 | +1.85     |                  |
| Medalha de bronze | 9   | O    | NOR Sverre Lunde Pedersen | 6:11.618 | +1.85     |                  |
| 4                 | 8   | O    | NZL Peter Michael         | 6:14.07  | +4.31     |                  |
| 5                 | 5   | I    | KOR Lee Seung-hoon        | 6:14.15  | +4.39     |                  |
| 6                 | 5   | O    | BEL Bart Swings           | 6:14.57  | +4.81     |                  |
| 7                 | 8   | I    | NED Jan Blokhuijsen       | 6:14.75  | +4.99     |                  |
| 8                 | 11  | I    | ITA Nicola Tumolero       | 6:15.48  | +5.72     |                  |
| 9                 | 3   | O    | JPN Seitaro Ichinohe      | 6:16.55  | +6.79     |                  |
| 10                | 10  | O    | GER Patrick Beckert       | 6:17.91  | +8.15     |                  |
| 11                | 7   | O    | FRA Alexis Contin         | 6:18.13  | +8.37     |                  |
| 12                | 11  | O    | GER Moritz Geisreiter     | 6:18.34  | +8.58     |                  |
| 13                | 4   | I    | NOR Simen Spieler Nilsen  | 6:18.39  | +8.63     |                  |
| 14                | 1   | O    | SWE Nils van der Poel     | 6:19.06  | +9.30     |                  |
| 15                | 4   | O    | NED Bob de Vries          | 6:22.26  | +12.50    |                  |
| 16                | 2   | O    | JPN Ryousuke Tsuchiya     | 6:22.45  | +12.69    |                  |
| 17                | 3   | I    | SUI Livio Wenger          | 6:24.16  | +14.40    |                  |
| 18                | 6   | O    | NOR Håvard Bøkko          | 6:24.50  | +14.74    |                  |
| 19                | 7   | I    | ITA Davide Ghiotto        | 6:29.25  | +19.49    |                  |
| 20                | 6   | I    | ITA Andrea Giovannini     | 6:30.71  | +20.95    |                  |
| 21                | 2   | I    | USA Emery Lehman          | 6:31.16  | +21.40    |                  |
| 22                | 1   | I    | POL Adrian Wielgat        | 6:31.71  | +21.95    |                  |

Legenda
| Recorde mundial      | Recorde mundial (World record)               |                       | Recorde africano                      | Recorde africano (African) |                                           | Q | Classificado por posição (Qualified) |
| Recorde olímpico     | Recorde olímpico (Olympic record)            | Recorde da América    | Recorde da América (Americas)         | q                          | Classificado por melhor tempo (Qualified) |   |                                      |
| Melhor marca do ano  | Melhor marca do ano (World leading)          | Recorde asiático      | Recorde asiático (Asian)              | DNS                        | Não largou (Did not start)                |   |                                      |
| Recorde nacional     | Recorde nacional (National record)           | Recorde europeu       | Recorde europeu (European)            | DNF                        | Não terminou (Did not finish)             |   |                                      |
| Recorde pessoal      | Recorde pessoal do atleta (Personal best)    | Recorde da Oceania    | Recorde da Oceania (Oceania)          | DSQ / DQ                   | Desclassificado (Disqualified)            |   |                                      |
| Recorde da temporada | Recorde da temporada do atleta (Season best) | Recorde sul-americano | Recorde sul-americano (South America) | NM                         | Sem marca (No mark)                       |   |                                      |